# Józef Edward Grobelny
Józef Edward Grobelny (ur. 16 marca 1873 w Kobylinie, zm. 21 stycznia 1949 w Buku) – generał brygady Wojska Polskiego.

## Życiorys
Urodził się w Kobylinie, w rodzinie nauczycielskiej. Po ukończeniu gimnazjum studiował medycynę na uniwersytecie w Berlinie, a potem w Rostocku i Gryfii. W dniu 15 lipca 1902 r. zdał egzamin lekarski. W trakcie służby wojskowej w wojsku pruskim awansował najpierw na podporucznika, a potem porucznika lekarza.
W czasie I wojny światowej zmobilizowany do armii niemieckiej.
W powstaniu wielkopolskim najpierw organizator służby sanitarno-medycznej kompanii pniewskiej, a później zastępca inspektora sanitarnego Siły Zbrojnej Polskiej w byłym zaborze pruskim. 1 kwietnia 1919 roku został szefem Departamentu Sanitarnego Urzędu Wojskowego.
6 maja 1919 roku na wniosek szefa Wydziału Wojskowego III b przy Naczelnej Radzie Ludowej, generała podporucznika Kazimierza Raszewskiego Komisariat Naczelnej Rady Ludowej dekretem nr 84 mianował doktora Józefa Grobelnego lekarzem-pułkownikiem i nadał mu „charakter lekarza generała podporucznika”.
15 listopada 1919 roku został wyznaczony na stanowisko szefa sanitarnego Dowództwa Okręgu Generalnego „Poznań” w Poznaniu, a 16 listopada 1921 roku szefa sanitarnego Dowództwa Okręgu Korpusu Nr VII w Poznaniu. Z dniem 1 września 1922 roku został przeniesiony w stan spoczynku, w stopniu generała brygady z prawem noszenia munduru. Na emeryturze prowadził praktykę lekarską w Buku.

## Ordery i odznaczenia
- Krzyż Kawalerski Orderu Odrodzenia Polski
- Krzyż Walecznych
- Odznaka Wojsk Wielkopolskich